# George Plumer
George Plumer (* 5. Dezember 1762 bei Pittsburgh, Province of Pennsylvania; † 8. Juni 1843 bei West Newton, Pennsylvania) war ein US-amerikanischer Politiker. Zwischen 1821 und 1827 vertrat er den Bundesstaat Pennsylvania im US-Repräsentantenhaus.

## Werdegang
George Plumer erhielt nur eine eingeschränkte Schulausbildung. Über seinen beruflichen Werdegang vor seiner Zeit als Politiker ist nichts überliefert. Er wurde Mitglied der einst von Thomas Jefferson gegründeten Demokratisch-Republikanischen Partei. In den Jahren 1812 bis 1815 sowie nochmals im Jahr 1817 saß er als Abgeordneter im Repräsentantenhaus von Pennsylvania.
Bei den Kongresswahlen des Jahres 1820 wurde Plumer im elften Wahlbezirk von Pennsylvania in das US-Repräsentantenhaus in Washington, D.C. gewählt, wo er am 4. März 1821 die Nachfolge von David Marchand antrat. Nach zwei Wiederwahlen konnte er bis zum 3. März 1827 drei Legislaturperioden im Kongress absolvieren. Seit 1823 vertrat er dort den 17. Distrikt seines Staates. In den 1820er Jahren schloss er sich der Bewegung um den späteren Präsidenten Andrew Jackson an.
Im Jahr 1826 verzichtete George Plumer auf eine weitere Kandidatur. Nach dem Ende seiner Zeit im US-Repräsentantenhaus betätigte er sich in der Landwirtschaft. Er starb am 8. Juni 1843 nahe West Newton.